# Hugo Rishøj
Hugo Rishøj (født 14. maj 2006) er en cykelrytter fra Danmark, der kører for Airtox-Carl Ras.